# Шарлотта-Кароліна Бранденбург-Ансбаська
Шарлотта-Кароліна Бранденбург-Ансбаська (1 березня 1683 , Residenz Ansbachd, Ансбаське князівство, Священна Римська імперія  — 20 листопада 1737 , Сент-Джеймський палац, Великий Лондон ) — принцеса Бранденбург-Ансбаська, дружина короля Великої Британії Георга II.

## Життєпис

### Молоді роки
Походила з бокової династії Гогенцоллернів. Донька Іогана Фредеріка, маркграфа Бранденбург-Ансбаського, та Елеонори Саксен-Айзенаської. У 1686 році втратила батька. Того ж року разом із матір'ю переїздить до Айзенаха, де отримує початкову освіту. У 1692 році родина переїздить до Дрездена, де мешкає до смерті Елеонори Саксен-Айзенаської у 1696 році. Тоді ж Шарлотту-Кароліну віддають на піклування Софії-Шарлотті Ганноверській. З цього моменту мешкає у Берліні. Тут проходила подальше навчання. У 1703 році планувався її шлюб із принцом Карлом Габсбургом. Втім Кароліна не забажала переходити у католицтво і шлюб не відбувся.
Після смерті Софії-Шарлотти Ганноверської у 1705 році разом із братом переїздить до Ансбаху. Тут її побачив майбутній король Великої Британії Георг Ганноверський. Вони побралися у Ганновері 22 серпня 1705 року. після цього вона мешкала при Ганноверському дворі до 1714 року.

### Велика Британія
Після смерті у 1714 році королеми Ганни I Стюарт новим королем Великої Британії стає свекор Шарлотти-Кароліни — Георг I Ганноверський. Того ж року Шарлотта-Кароліна переїздить до Лондона, де отримує титул принцеси Вельської. З цього моменту вона доклала значних зусиль стосовно вивчення англійської мови, культури, традицій та звичаїв. До того ж брала активну участь у політичному житті. Підтримувала гарні стосунки з партією вігів.
Після смерті Георга I Шарлота-Кароліна разом з її чоловіком Георгом II була коронована 11 жовтня 1727 року. Вона вмовила свого чоловіка зберегти на посаді прем'єр-міністра Роберта Волпола. Шарлотта-Кароліна поступово отримала великий вплив на свого чоловіка. завдяки цьому Волпол міг вільно впроваджувати свою політику. Також завдяки королеві отримала помилування якобіти, затверджено наказами короля свободу слова у парламенті та свободу преси.
У 1728 році до Англії прибув син Шарлотти-Кароліни — Фредерік (він до того навчався у Ганновері). Фредерік виступив проти впливу власної матері, закликав батька більше приділяти уваги справам Великої Британії. Втім того ж року під час відсутності Георга II регентом королівства було призначено саме Шарлотту-Кароліну. Другий раз вона виконувала обов'язки регентки у 1732 році. Увесь цей час вона підтримувала реформи та діяльність Роберта Волпола. Крім того, королева стала ініціатором реформи англійського кримінального законодавства.
У 1735—1736 роках Шарлотта-Кароліна знову регентка королівства під час перебування Георга II у Ганновері. Протягом цього часу постійно точиться її протистояння із сином Фредеріком, принцом Уельським, який сам бажав бути регентом.
У 1737 році королеві намагалися видалити пухлину, операція проходила без анестезії. В результаті почалася внутрішня кровотеча. Померла Шарлотта-Кароліна 20 листопада 1737 року у Сент-Джеймському палаці у Лондоні.

### Особистість королеви
Була досить обізнаною, грамотною, була інтелектуалкою. Зібрала навколо себе гурток художників, скульпторів, письменників та поетів. Листувалася із Готфрідом Лейбніцом та Кристіаном Томазіусом. Наказала віднайти та відновити ескізи Леонардо да Вінчі та Ганса Гольбейна, що зберігалися у королівському палаці. Також збирала камеї, картини, зразки образотворчого мистецтва. Була покровителькою музики. Їй було присвячено твори Генделя «Музика на воді», а Вольтер — «Генріаду».

## Родина
Чоловік — Георг II, король Великої Британії.
Діти:
- Фредерік Льюїс (1707 — 1751) — принц Вельський
- Анна (1709 — 1759) — дружина Вільгельма IV Оранського
- Амелія (1711–1786),
- Кароліна (1713–1757)
- Георг (1717–1718)
- Вільям Август (1721 —1765) — герцог Кумберлендський
- Марія (1723–1772) — дружина Фрідриха II, ландграфа Гессен-Кассельського
- Луїза (1724–1751) — дружина Фредеріка V короля Данії.